# 香港大夜総会 タッチ&マギー
香港大夜総会 タッチ&マギー（ほんこんだいやそうかい タッチあんどマギー）は、1997年5月31日に公開された、日本と香港の合作映画。
オール香港ロケの、香取慎吾の映画初主演作である。

## 概要
返還直前の香港を取材で訪れた、週刊誌のフリーライターとカメラマンが、現地の黒社会の犯罪現場の隠し撮りがバレて追われる身になった。夜の香港を逃げ回るうちにカメラマンだけ女装し、挙句の果てに、逃げ込んだ先の夜総会（ナイトクラブ）で、ライターと一緒にマジシャン夫婦を演じる羽目になってしまう。
クラブ歌手との恋を絡めて、黒社会から逃げ回る二人の逃走劇の結末は･･･

## キャスト
- 柴田良一（マギー・週刊誌のカメラマン）：香取慎吾
- 立神雄作（タッチ・フリーライター）：岸谷五朗
- コーラ（クラブ歌手）：アニタ・ユン
- 日本人観光客：泉谷しげる
- 菊地寿幸、松重豊、リチャード・ン　ほか

## スタッフ
- 監督：渡邊孝好
- 原案・脚本：一色伸幸
- 音楽：ファンキー末吉
- アクション監督：ブルース・ロウ
- 撮影監督：渡部眞
- 美術：種田陽平
- アートディレクター：アルフレッド・ヤウ
- 録音：瀬川徹夫
- 編集：冨田功
- スクリプター：川野恵美
- 監督補：祭主恭嗣
- 舞台演出・振付：ロッキー
- ラインプロデューサー：和田康作、ポール・チャン
- 音響効果：倉橋静男
- 音楽編集：浅梨なおこ
- MA：東宝サウンドスタジオ
- 現像：天工彩色沖印有限公司、IMAGICA
- アソシエイト・プロデューサー：畠中達郎、井上健
- プロデューサー：森重晃、奥田誠治
- 製作代表：大里洋吉、漆戸靖治
- 企画協力：ジャニーズ事務所
- 製作協力：アミューズ香港、ゴールデン・ハーベスト、東宝映画
- 製作：日本テレビ放送網、アミューズ、バップ、日本テレビ音楽
- 配給：東宝